# Gmina Filipstad
Gmina Filipstad (szw. Filipstads kommun) – gmina w Szwecji, w regionie Värmland, z siedzibą w Filipstad.
Pod względem zaludnienia Filipstad jest 195. gminą w Szwecji. Zamieszkuje ją 11 081 osób, z czego 50,15% to kobiety (5557) i 49,85% to mężczyźni (5524). W gminie zameldowanych jest 417 cudzoziemców. Na każdy kilometr kwadratowy przypada 7,17 mieszkańca. Pod względem wielkości gmina zajmuje 59. miejsce.